# Le Petit Monstre
Pour le film américain de 1990, voir Junior le terrible.
Pour plus de détails, voir Fiche technique et Distribution.
Le Petit Monstre est un film de Jean-Paul Sassy, sorti en 1965.

## Fiche technique
- Titre : Le Petit Monstre
- Réalisation : Jean-Paul Sassy
- Scénario : Maurice Regamey
- Dialogues : Yvan Audouard
- Photographie : Paul Soulignac
- Musique : Roland Le Sénéchal et Hubert Rostaing
- Son : Séverin Frankiel
- Montage : Jean Villain
- Décors : Jacques Mawart
- Production : Donjon Films
- Directeur de production : Georges Mathiot
- Pays :  France
- Format : Noir et blanc
- Genre : Comédie
- Durée : 90 minutes
- Date de sortie : France, 24 mars 1965 (apparemment le film est resté inédit)

## Distribution
- Michel Serrault
- Jean Poiret
- Noël Roquevert
- Robert Vattier
- Rellys
- Noële Noblecourt
- Pierre Doris
- Albert Dinan
- Christian Méry
- Ginette Pigeon
- Jean-Pierre Rambal